# 古場博之
古場 博之（こば ひろゆき、1962年1月16日 - ）は、日本の自動車技術者。トヨタ自動車のC-HR開発責任者。

## 経歴
愛知県出身。大阪工業大学大学院工学研究科機械工学専攻修了。1986年トヨタ自動車に入社。入社後は第6生技部に配属。1990年シャシー設計部。2000年製品企画本部に異動。新型レクサスのコンセプト企画、HS250hの製品企画、ハリアーコンセプト企画、C-HR開発責任者を歴任し、現在はGRスーパースポーツ（仮称）の開発主査を務める。トヨタモータースポーツ出向兼GAZOO Racing Company、GR開発推進領域、GRプロジェクト推進部主査を経て、2019年GAZOO Racing Company、GR開発推進領域、GRプロジェクト推進部CE。

## 人物
モータースポーツ好きで知られ、業務の合間にサーキットへ通っている。TOYOTA GAZOO Racing 86/BRZレースや、鈴鹿クラブマンレースへ参戦するほどのドライビングスキルを持っている。VLN（ニュル耐久シリーズ）でも2016年にGAZOO RacingのC-HR Racing、2018年にはRing Racingから86のステアリングを握った。